# Proserpina (planetoïde)
(26) Proserpina is een planetoïde met een baan in de planetoïdengordel tussen de planeten Mars en Jupiter. Proserpina heeft een diameter van ongeveer 94,8 km en draait in een licht ellipsvormige baan in 4,33 jaar om de zon. Tijdens haar omloop varieert de afstand tot de zon tussen de 2,887 en 2,425 astronomische eenheden.
Proserpina werd op 5 mei 1853 ontdekt door de Duitse astronoom Robert Luther. Luther had eerder de planetoïde (17) Thetis ontdekt en zou na Proserpina nog tweeëntwintig andere planetoïden ontdekken. Proserpina is genoemd naar Proserpina, de Romeinse godin van de onderwereld, dochter van Jupiter en Ceres. Naar de Griekse equivalent van Proserpina, Persephone, is een andere planetoïde genoemd: (399) Persephone.
Met spectraalanalyse is Proserpina ingedeeld bij het S-type planetoïde, wat betekent dat haar oppervlak voornamelijk uit silicaten en metalen bestaat. Ze draait in 13,1 uur om haar as.